# Campionati mondiali di tennistavolo 2019
I Campionati mondiali di tennistavolo 2019 si sono svolti all'Hungexpo di Budapest (Ungheria) dal 21 al 28 aprile 2019. È stata la 55ª edizione del torneo, organizzato dalla ITTF.

## Programma
|  | Turni  |
|  | Finali |

| Data                | 22 aprile | 23 aprile | 24 aprile | 25 aprile | 26 aprile | 27 aprile | 28 aprile |
| ------------------- | --------- | --------- | --------- | --------- | --------- | --------- | --------- |
| Singolare maschile  |           | R1, R2    | R3        | R4        | QF        | SF        | F         |
| Singolare femminile |           | R1, R2    | R3, R4    | QF        | SF        | F         |           |
| Doppio maschile     | R1        | R2        | R3        | QF        | SF        | F         |           |
| Doppio femminile    | R1        | R2        | R3        | QF        |           | SF        | F         |
| Doppio misto        | R1, R2    |           | R3, QF    | SF        | F         |           |           |

## Medagliere
| Posiz. | Nazione       | Oro | Argento | Bronzo | Totale |
| ------ | ------------- | --- | ------- | ------ | ------ |
| 1      | Cina          | 5   | 1       | 6      | 12     |
| 2      | Giappone      | 0   | 2       | 1      | 3      |
| 3      | Svezia        | 0   | 1       | 0      | 1      |
| 4      | Romania       | 0   | 0.5     | 0      | 0.5    |
| 4      | Spagna        | 0   | 0.5     | 0      | 0.5    |
| 6      | Germania      | 0   | 0       | 1      | 1      |
| 6      | Portogallo    | 0   | 0       | 1      | 1      |
| 6      | Corea del Sud | 0   | 0       | 1      | 1      |

## Podi
| Evento                         | Oro                      | Argento                            | Bronzo                                                      |
| Singolare maschile (dettagli)  | Ma Long                  | Mattias Falck                      | Liang Jingkun An Jae-hyun                                   |
| Singolare femminile (dettagli) | Liu Shiwen               | Chen Meng                          | Ding Ning Wang Manyu                                        |
| Doppio maschile (dettagli)     | Ma Long / Wang Chuqin    | Ovidiu Ionescu / Álvaro Robles     | Tiago Apolónia / João Monteiro Liang Jingkun / Lin Gaoyuan  |
| Doppio femminile (dettagli)    | Sun Yingsha / Wang Manyu | Hina Hayata / Mima Ito             | Honoka Hashimoto / Hitomi Sato Chen Meng / Zhu Yuling       |
| Doppio misto (dettagli)        | Xu Xin / Liu Shiwen      | Maharu Yoshimura / Kasumi Ishikawa | Patrick Franziska / Petrissa Solja Fan Zhendong / Ding Ning |